# Jan Wienese

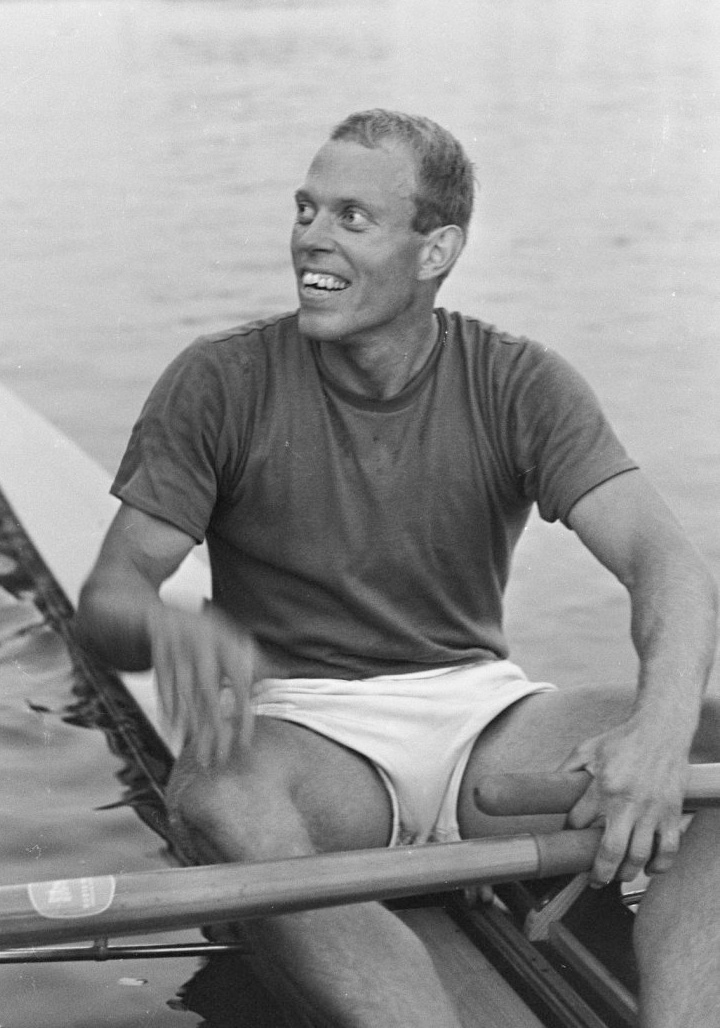
Jan Wienese, 1967

Henri Jan Wienese (* 4. Juni 1942 in Amsterdam) ist ein ehemaliger niederländischer Ruderer im Einer, der 1968 Olympiasieger wurde.
Wienese gewann 1965 bei der Europameisterschaft in Duisburg Bronze hinter Jochen Meißner aus der Bundesrepublik Deutschland und Anatoli Sass aus der Sowjetunion. Zwei Jahre später erkämpfte er in Vichy erneut Bronze hinter Achim Hill aus der DDR und dem dreifachen Olympiasieger Wjatscheslaw Iwanow. 1968 gewann Henricus Droog die niederländische Meisterschaft vor Wienese. Bei den Olympischen Spielen 1968 in Mexiko-Stadt startete Droog im Doppelzweier und gewann dort Silber. Wienese trat im Einer an und gewann seinen Vorlauf sicher vor Achim Hill. Hill gewann dann das erste, Wienese das zweite Halbfinale. Im Finale setzte sich Wienese frühzeitig vom Feld ab und gewann deutlich vor Jochen Meißner und Alberto Demiddi aus Argentinien.
Der 1,78 Meter große Jan Wienese startete für die Wageningsche Studenten Roeivereniging ARGO. Er arbeitete hauptberuflich als Physiotherapeut und trainierte erst in der Vorbereitung auf Mexiko mit einem persönlichen Trainer, dem niederländischen Olympiateilnehmer von 1928 Ansco Dokkum.